# Joeropsis tobagoensis
Joeropsis tobagoensis is een pissebed uit de familie Joeropsididae. De wetenschappelijke naam van de soort is voor het eerst geldig gepubliceerd in 1994 door Kensley & Schotte.